# Bathyonus laticeps
Bathyonus laticeps är en fiskart som först beskrevs av Günther, 1878.  Bathyonus laticeps ingår i släktet Bathyonus och familjen Ophidiidae. Inga underarter finns listade.

## Bildgalleri

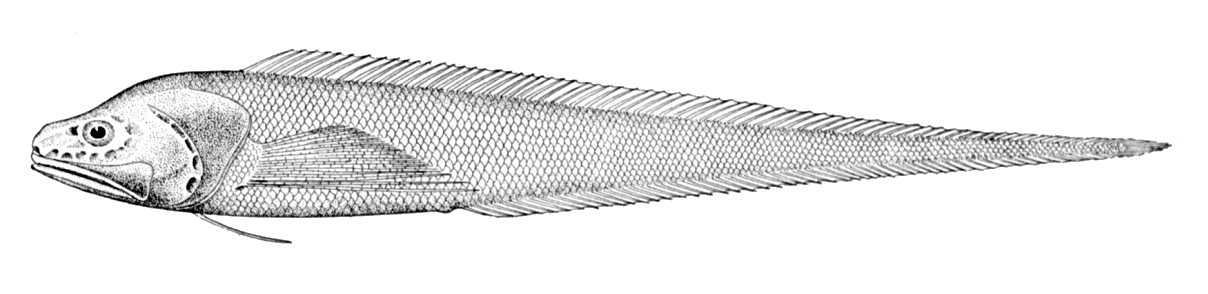